# Gerhard Rommeney
Gerhard Rommeney (* 8. November 1907 in Leipzig; † 20. November 1974) war ein deutscher Mediziner und Hochschullehrer.

## Leben und Werk
Gerhard Rommeney studierte nach dem Schulabschluss an der Universität Leipzig Medizin und promovierte dort 1934 zum Dr. med. 1943 habilitierte er sich bei Victor Müller-Heß. Er wurde 1951 außerplanmäßiger Professor an der Freien Universität Berlin, nachdem er an der dortigen Berliner Friedrich-Wilhelms-Universität, der späteren Humboldt-Universität, bereits 1943 zum Universitätsdozenten berufen worden war. Seine Fachgebiete waren gerichtliche und soziale Medizin. Er war als Nachfolger von Waldemar Weimann von 1958 bis 1972 Leiter des Landesinstitutes für gerichtliche und soziale Medizin Berlin.

## Schriften (Auswahl)
- Über das schleimhaltige Bindegewebe im Hahnenkamm. Leipzig 1934.
- Die sozialmedizinische Bedeutung der Arzneimittelsuchten. 4. Aufl. Hamm/W. 1957.
- Alkohol und Jugendkriminalität. Hamburg 1974.
- Rauschmittelmißbrauch. Medizinischer Beitrag. In: Handbuch der Kriminologie. Berlin 1977, S. 472–479.